# شاين ريان (ناشط حقوق الإنسان)
شاين ريان (بالإنجليزية: Shane Ryan)‏ هو ناشط حقوق الإنسان بريطاني، ولد في 13 مايو 1969 في لندن في المملكة المتحدة.